# Walenstadt
Walenstadt (toponimo tedesco, fino al 1952 Wallenstadt; in romancio Riva ) è un comune svizzero di 5 852 abitanti del Canton San Gallo, nel distretto di Sarganserland; ha il titolo di città.

## Geografia fisica

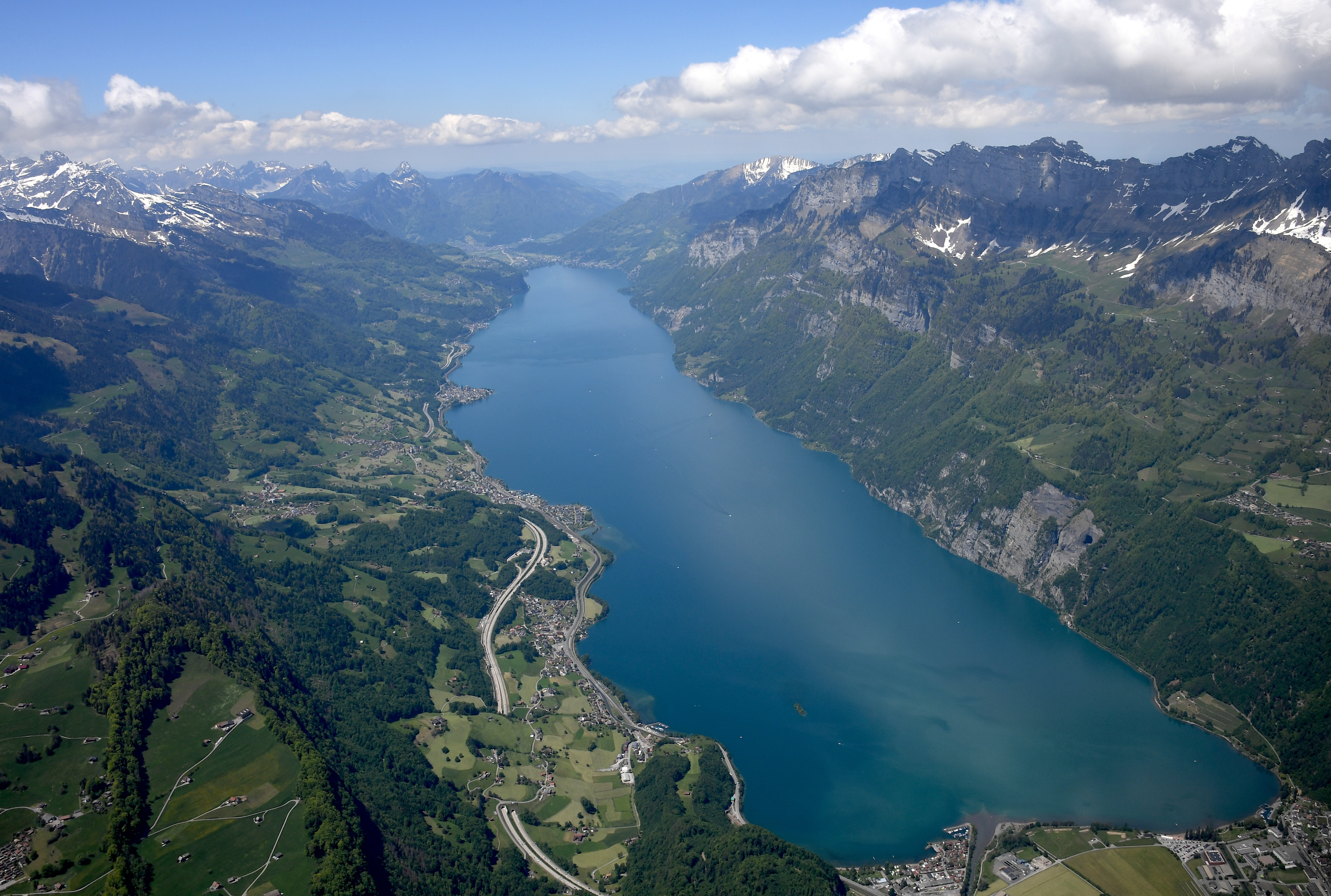
Il lago di Walenstadt in una veduta aerea da est

Il territorio di Walenstadt estende al margine orientale del lago omonimo e alle pendici meridionali dei Churfirsten; è attraversato dal fiume Seez, in gran parte canalizzato.

## Storia
Il comune politico di Walenstadt è stato istituito nel 1803, quando cedette i villaggi di Mols e Oberterzen, che fino ad allora avevano fatto capo  a Walenstadt, a Quarten; contemporaneamente acquisì Berschis e Tscherlach, i cui comuni parrocchiale e patriziale fino ad allora avevano dipeso da Flums.

## Monumenti e luoghi d'interesse
- Chiesa parrocchiale cattolica dei Santi Lucio e Florin, eretta nell'VIII secolo, attestata dall'840 e ricostruita nel 1306 conservando navata e campanile dell'XI secolo[3];
- Chiesa riformata, eretta nel 1903-1905[3];
- Chiesa parrocchiale di Sant'Eusebio a Berschis, attestata dal 1502 e ricostruita nel 1878-1880[4];
- Cappella di San Giorgio a Berschis, eretta nell'XI-XII secolo[4];
- Chiesa parrocchiale di San Giovanni Evangelista a Tscherlach, eretta nel 1641-1642[5].

## Società

### Evoluzione demografica
L'evoluzione demografica è riportata nella seguente tabella:
Abitanti censiti

## Economia
L'economia locale si basa prevalentemente su attività tradizionali (agricoltura, allevamento, piccola industria, servizi) e, dall'inizio del XXI secolo, sul turismo legato al lago di Walenstadt.

## Infrastrutture e trasporti

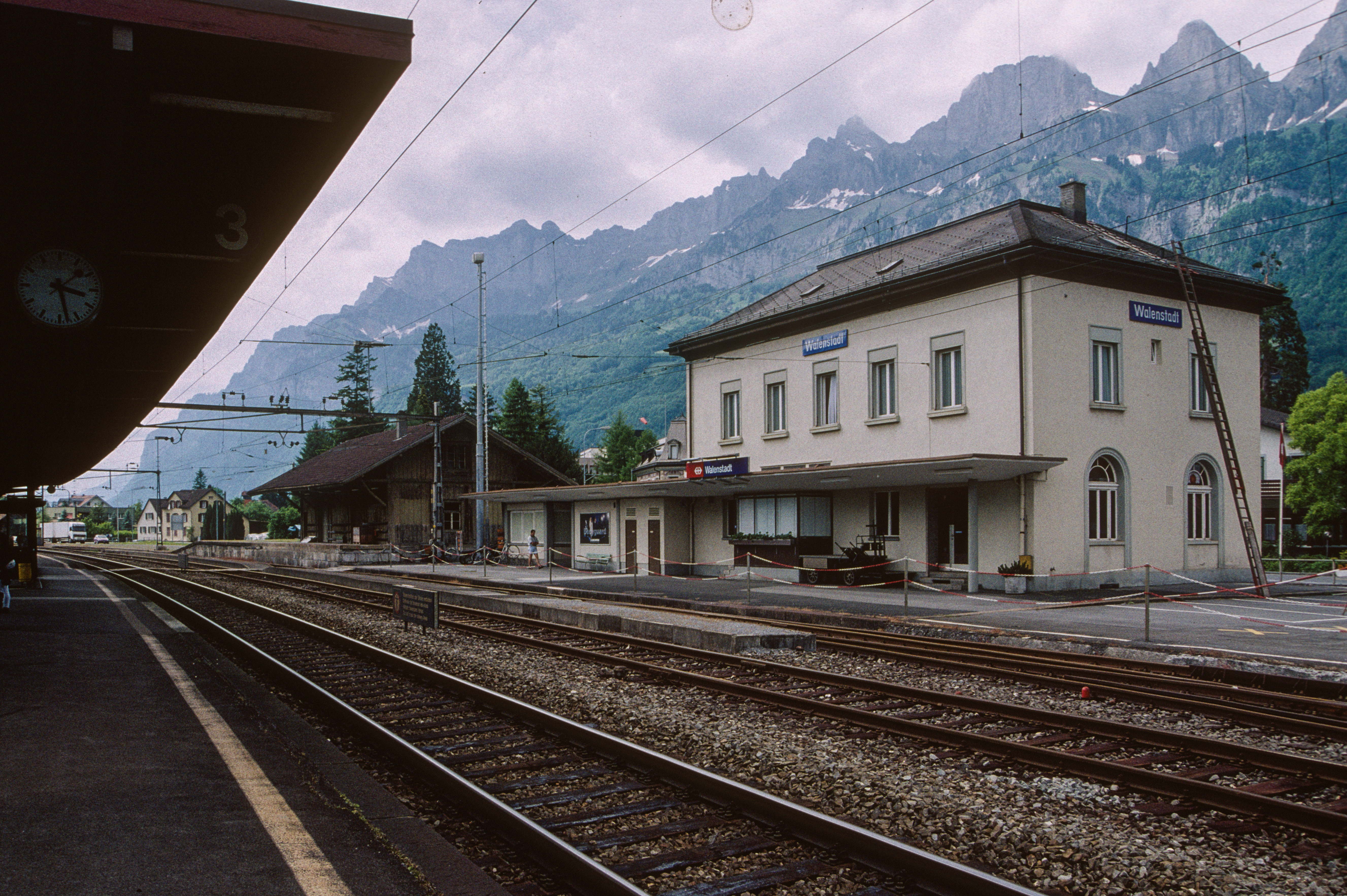
La stazione di Walenstadt

Walenstadt è servito dall'omonima uscita sull'autostrada A3, dalla strada principale 3, dall'omonima stazione sulla ferrovia Ziegelbrücke-Sargans (linea S4 della rete celere di San Gallo) e dalle linee di navigazione del lago di Walenstadt.